# Günter Thiele
Günter Thiele (Neuss, 7 novembre 1961) è un ex calciatore tedesco, di ruolo attaccante.

## Palmarès
- DFB-Pokal: 1

Fortuna Düsseldorf:1979-1980